# Surrogati
Surrogati è un volume di fumetti dedicato al vampiro Angel protagonista delle serie televisive Buffy l'ammazzavampiri ed Angel.
Il volume raccoglie i primi tre fumetti di una nuova serie regolare che la casa editrice Dark Horse Comics ha dedicato al vampiro con l'anima nel momento in cui lascia Buffy Summers, si trasferisce a Los Angeles e gli viene creato il telefilm spin-off.
Questo volume, come tutta l'intera serie Dark Horse, non è considerato canonico (anche se approvato da Joss Whedon e considerato parte del merchandising ufficiale) e non è mai stato pubblicato in Italia.

## Trama

### Surrogati (parte 1)
- Testi: Christopher Golden
- Disegni: Christian Zanier
- Colori: Guy Major
- Inchiostro: Andy Owens
- prima pubblicazione USA: Angel #1 - Surrogates part.1 (10 novembre 1999)

Cordelia Chase ci introduce alla nuova serie ripetendo, a modo suo, la presentazione fatta da Angel di Los Angeles come città di lustrini. Una visione di Doyle porta il vampiro a casa di Rita Clarson. La donna si era rivolta, assieme al marito Pete, alla clinica "Terreno Fertile", gestita dalla dottoressa Lavinia Feehan, specializzata in coppie che non riescono ad avere figli. La gravidanza conseguente all'intervento aveva portato però alla nascita di un figlio prematuro apparentemente morto e fatto sparire misteriosamente. Lo stesso Pete Clarson era misteriosamente scomparso dopo aver cercato di indagare. Angel si reca alla clinica ma non ne fa più ritorno. Doyle e Cordelia, dopo aver discusso sul passato di Angel, si mettono sulle sue tracce. Nel frattempo Angel si sveglia intrappolato in fondo ad un pozzo.
- Collocazione e curiosità: la storia è ambientata dopo l'episodio televisivo Cuori solitari (Angel 1x02) e ci mostra un Angel particolarmente risoluto e determinato ad affrontare le persone, completamente diverso dall'atteggiamento impacciato e schivo che dimostra invece nel telefilm.

### Surrogati (parte 2)
- Testi: Christopher Golden
- Disegni: Christian Zanier
- Colori: Guy Major
- Inchiostro: Andy Owens
- prima pubblicazione USA: Angel #2 - Surrogates part.2 (22 dicembre 1999)

Londra, 1856. Angelus si sveglia rinchiuso in una prigione. Riuscirà ad evaderne grazie alla disattenzione e alla spavalderia di un gendarme.
Los Angeles, 1999. Angel decide di arrampicarsi su per il pozzo ben sapendo che poi dovrà affrontare la luce del giorno per lui mortale. Nel frattempo ricorda l'incontro con la dottoressa Feehan e la sua cattura avvenuta la sera precedente. Cordelia e Doyle, intanto, ripercorrono tutto il possibile percorso fatto dal loro principale e giungono in tempo a salvare il vampiro coprendolo con una coperta nel momento in cui esce dal pozzo. L'indagine prosegue ascoltando la testimonianza di un'altra donna truffata dalla dottoressa. Bisogna entrare in azione e penetrare furtivamente nella clinica dove però qualcuno li sta aspettando.

### Surrogati (parte 3)
- Testi: Christopher Golden
- Disegni: Christian Zanier
- Colori: Guy Major
- Inchiostro: Andy Owens, Jason Minor, Curtis P. Arnold
- prima pubblicazione USA: Angel #3 - Surrogates part.3 (12 gennaio 2000)

Angel deve affrontare Lavinia Feehan e le sue creature demoniache (i figli nati dalle donne che si erano rivolti alla clinica). Doyle e Cordelia, intanto, se la devono vedere con i mariti scomparsi ipnotizzati dalla dottoressa ma riescono a destarli grazie all'utilizzo della luce accecante. Angel trafigge e uccide tutte le creature nonostante i suoi dubbi su quanto di umano fosse rimasto di loro. Tornati in ufficio, Doyle spiega il naturale biologico istinto di ogni creatura, anche demoniaca, di riprodursi e perpetuare la propria specie. Lo stesso concetto viene ripreso da Lavinia Feehan, che si rivela essere un demone Lamia, quando affronta Angel. Il vampiro però non si lascia convincere: sfruttare donne umane come surrogati per procreare i propri cuccioli Lamia, illuderle, torturarle e ucciderle è un'azione che non ammette nessuna giustificazione biologica. Il demone Lamia viene affrontato e ucciso, gettato nelle fogne e bruciato. La minaccia è svanita.
- Curiosità: in questo fumetto fa la sua comparsa ufficiale il personaggio di Kate Lockley, la poliziotta che affianca spesso Angel nelle sue indagini.